# Оніча (Алабама)
Оніча (англ. Onycha) — місто (англ. town) в США, в окрузі Ковінгтон штату Алабама. Населення — 167 осіб (2020).

## Географія
Оніча розташована за координатами 31°13′25″ пн. ш. 86°16′37″ зх. д. / 31.22361° пн. ш. 86.27694° зх. д. (31.223543, -86.277050).  За даними Бюро перепису населення США в 2010 році місто мало площу 2,08 км², з яких 2,05 км² — суходіл та 0,02 км² — водойми.

## Демографія
Згідно з переписом 2010 року, у місті мешкали 184 особи в 73 домогосподарствах у складі 51 родини. Густота населення становила 89 осіб/км².  Було 88 помешкань (42/км²).
Расовий склад населення:
| - 95,7 % — білих |

До двох чи більше рас належало 4,3 %. Частка іспаномовних становила 0,0 % від усіх жителів.
За віковим діапазоном населення розподілялося таким чином: 22,8 % — особи молодші 18 років, 54,9 % — особи у віці 18—64 років, 22,3 % — особи у віці 65 років та старші. Медіана віку мешканця становила 40,3 року. На 100 осіб жіночої статі у місті припадало 114,0 чоловіків;  на 100 жінок у віці від 18 років та старших — 111,9 чоловіків також старших 18 років.
Середній дохід на одне домашнє господарство  становив 36 836 доларів США (медіана — 22 917), а середній дохід на одну сім'ю — 42 749 доларів (медіана — 24 583). За межею бідності перебувало 23,4 % осіб, у тому числі 41,3 % дітей у віці до 18 років та 19,4 % осіб у віці 65 років та старших.
Цивільне працевлаштоване населення становило 62 особи. Основні галузі зайнятості: роздрібна торгівля — 33,9 %, науковці, спеціалісти, менеджери — 17,7 %, освіта, охорона здоров'я та соціальна допомога — 14,5 %, мистецтво, розваги та відпочинок — 12,9 %.